# Ordem e Progresso

„Ordem e Progresso“ in der Flagge Brasiliens

Ordem e Progresso [ɔɾdeĩ i pɾu'gɾɛsu], portugiesisch für Ordnung und Fortschritt, ist der Wahlspruch von Brasilien und als weißes Spruchband Teil der Flagge Brasiliens. Das Motto leitet sich aus der Denkweise des Positivismus ab. Das Motto geht auf den Franzosen Auguste Comte zurück, dessen Philosophie die Gründerväter der Republik anhingen.

Der Positivismus erlangte in Brasilien beachtlichen Einfluss im politisch-sozialen Gefüge als Ideologie, welche sowohl dem Liberalismus nahestand als auch soziale Gerechtigkeit forderte. Bis heute gibt es die Positivistische Gemeinde Brasiliens mit Tempeln in Rio de Janeiro, Curitiba und Porto Alegre. Liebe, Respekt und Anerkennung gegenüber Eltern und Vorfahren, den sozialen Institutionen, der Heimat und der Menschheit im Allgemeinen sind die Kernpunkte der Idee.